# رون مارتن
رون مارتن (بالإنجليزية: Ron Martin)‏ هو جغرافي بريطاني، ولد في 17 أبريل 1948.